# Georg Forster (compositeur)
Ne doit pas être confondu avec Georg Forster.
Pour les articles homonymes, voir Forster.
Georg Forster, né à Amberg (Bavière) vers 1510 et mort à Nuremberg le 12 novembre 1568, est un compositeur et éditeur de musique allemand de la Renaissance.

## Biographie
À partir de 1521, il fait partie de la chapelle de la cour de Heidelberg. Il étudie ensuite la médecine à Ingolstadt, puis à Wittenberg, et obtient en 1544 le grade de docteur de l'université de Tübingen.

## Œuvres
Il publie à Nuremberg plusieurs recueils rassemblant les œuvres de divers compositeurs : les Teutsche Liedlein (5 vol., 1539 à 1556) comprennent 321 lieder à 4 et 5 voix, dont 38 sont de Forster lui-même ; Selectissimarum mutetarum partim 5, partim 4 v. tomus primus (1540) réunit 27 motets ; Tomus tertius psalmorum selectorum (1542) se compose de 40 psaumes, et Josquin des Prés figure au nombre des auteurs.